# OK Velika Gorica
Odbojkaški klub "Velika Gorica" (OK "Velika Gorica"; "Velika Gorica") je ženski odbojkaški klub iz Velike Gorice, Zagrebačka županija, Republika Hrvatska.  
 
U sezoni 2023./24. "Velika Gorica" se natječe u "Prvoj hrvatskoj ženskoj odbojkaškoj ligi", ligi drugog stupnja odbojkaškog prvenstva Hrvatske za žene. 

## O klubu
OK "Velika Gorica"je osnovan 2005. godine. Sjedište kluba je u naselju Jagodno. Klub je jedan od tri glavna ženska odbojkaška kluba u Velikoj Gorici uz "Azenu" i "Goricu". 
 
Seniorke kluba su se pretežno natjecale u ligama (3., 2. i 1.B) regije "Centar", odnosno "Sjever". Od sezone 2023./24. se natječu u "Prvoj ligi". 
 
Rezervne seniorske ekipe se natječu u 3. hrvatskoj ligi Odbojkaške regije Sjever – skupini Jug. 

## Uspjesi
1. B HOL
- prvaci: 2021./22. (Sjever)

### Druga ekipa
3. HOL – OR Sjever
- prvaci: 2022./23. (Jug)
- drugoplasirani: 2016./17. (Jug)

### Treća ekipa
3. HOL – OR Sjever
- drugoplasirani: 2023./24. (Jug)

## Pregled plasmana po sezonama
| sezona        | rang lige     | liga              | dio lige                   | poz.          | klubova u ligi | ut            | pob           | por           | set+          | set-          | bod           | doigravanje                                     | napomene                                    | izvori        |
| Velika Gorica | Velika Gorica | Velika Gorica     | Velika Gorica              | Velika Gorica | Velika Gorica  | Velika Gorica | Velika Gorica | Velika Gorica | Velika Gorica | Velika Gorica | Velika Gorica | Velika Gorica                                   | Velika Gorica                               | Velika Gorica |
| ------------- | ------------- | ----------------- | -------------------------- | ------------- | -------------- | ------------- | ------------- | ------------- | ------------- | ------------- | ------------- | ----------------------------------------------- | ------------------------------------------- | ------------- |
| 2010./11.     | III.          | 2. HOL – Centar   |                            | 11.           | 14             | 26            | 7             | 19            | 36            | 63            | 24            |                                                 |                                             | [ 1 ]         |
| 2011./12.     | III           | 2.A HOL – Centar  | Skupina A                  | 4.            | 8              | 14            | 7             | 7             | 29            | 30            | 21            |                                                 | u "Ligu za prvaka"                          | [ 2 ]         |
| 2011./12.     | III           | 2.A HOL – Centar  | Liga za prvaka             | 8.            | 8 (15)         | 14            | 1             | 13            | 13            | 40            | 6             |                                                 |                                             | [ 2 ]         |
| 2012./13.     | III.          | 2. HOL – Centar   | Skupina Istok              | 2.            | 7              | 12            | 7             | 5             | 28            | 17            | 24            |                                                 | u Ligu za 1. do 6. mjesta                   | [ 3 ]         |
| 2012./13.     | III.          | 2. HOL – Centar   | Liga za 1. do 6. mjesta    | 4.            | 6 (14)         | 10            | 4             | 6             | 18            | 19            | 14            |                                                 | ukupno, s prenešenim međusobnim rezultatima | [ 3 ]         |
| 2012./13.     | III.          | 2. HOL – Centar   | Liga za 1. do 6. mjesta    | 4.            | 6 (14)         | 6             | 4             | 2             | 13            | 7             |               | ostvareno igranjem u Ligi za 1. do 6. mjesta    |                                             | [ 3 ]         |
| 2013./14.     | III.          | 2.A HOL – Centar  | Skupina Istok              | 1.            | 7              | 12            | 12            | 0             | 36            | 8             | 34            |                                                 | u Skupinu od 1. do 6. mjesta                | [ 4 ]         |
| 2013./14.     | III.          | 2.A HOL – Centar  | Skupinu od 1. do 6. mjesta | 3.            | 6 (16)         | 10            | 6             | 4             | 21            | 16            | 18            |                                                 | ukupno, s prenešenim međusobnim rezultatima | [ 4 ]         |
| 2013./14.     | III.          | 2.A HOL – Centar  | Skupinu od 1. do 6. mjesta | 3.            | 6 (16)         | 6             | 2             | 4             | 9             | 15            |               | ostvareno igranjem u Skupini od 1. do 6. mjesta |                                             | [ 4 ]         |
| 2014./15.     | II.           | 1. B HOL – Sjever |                            | 7.            | 10             | 18            | 6             | 12            | 24            | 39            | 20            |                                                 |                                             |               |
| 2015./16.     | II.           | 1. B HOL – Sjever |                            | 6.            | 11             | 20            | 9             | 11            | 34            | 37            | 29            |                                                 |                                             |               |
| 2016./17.     | III.          | 1. B HOL – Centar |                            | 7.            | 11             | 20            | 9             | 11            | 36            | 40            | 28            |                                                 |                                             |               |
| 2017./18.     | III.          | 1. B HOL – Centar |                            | 11.           | 12             | 22            | 3             | 19            | 13            | 59            | 9             |                                                 |                                             |               |
| 2018./19.     | III.          | 1. B HOL – Centar |                            | 11.           | 12             | 22            | 6             | 16            | 18            | 56            | 14            |                                                 |                                             |               |
| 2019./20.     | III.          | 1. B HOL – Sjever |                            | 11            | 12             | 18            | 3             | 15            | 15            | 48            | 8             |                                                 | prekinuto zbog pandemije COVID-19           |               |
| 2020./21.     | III.          | 1. B HOL – Sjever |                            | 9.            | 11             | 4             | 2             | 2             | 7             | 8             | 6             |                                                 | prekinuto zbog pandemije COVID-19           |               |
| 2021./22.     | III.          | 1. B HOL – Sjever |                            | 3.            | 12             | 22            | 15            | 7             | 52            | 30            | 45            |                                                 |                                             |               |
| 2022./23.     | III.          | 1. B HOL – Sjever |                            | 1.            | 12             | 22            | 21            | 1             | 64            | 11            | 62            |                                                 |                                             |               |
| 2023./24.     | II.           | 1. HOL            |                            |               | 12             |               |               |               |               |               |               |                                                 |                                             |               |
|               |               |                   |                            |               |                |               |               |               |               |               |               |                                                 |                                             |               |
|               |               |                   |                            |               |                |               |               |               |               |               |               |                                                 |                                             |               |

Druga ekipa
| sezona                             | rang lige                          | liga                               | dio lige                           | poz.                               | klubova u ligi                     | ut                                 | pob                                | por                                | set+                               | set-                               | bod                                | doigravanje                        | napomene                           | izvori                             |
| Velika Gorica 2 / Velika Gorica II | Velika Gorica 2 / Velika Gorica II | Velika Gorica 2 / Velika Gorica II | Velika Gorica 2 / Velika Gorica II | Velika Gorica 2 / Velika Gorica II | Velika Gorica 2 / Velika Gorica II | Velika Gorica 2 / Velika Gorica II | Velika Gorica 2 / Velika Gorica II | Velika Gorica 2 / Velika Gorica II | Velika Gorica 2 / Velika Gorica II | Velika Gorica 2 / Velika Gorica II | Velika Gorica 2 / Velika Gorica II | Velika Gorica 2 / Velika Gorica II | Velika Gorica 2 / Velika Gorica II | Velika Gorica 2 / Velika Gorica II |
| ---------------------------------- | ---------------------------------- | ---------------------------------- | ---------------------------------- | ---------------------------------- | ---------------------------------- | ---------------------------------- | ---------------------------------- | ---------------------------------- | ---------------------------------- | ---------------------------------- | ---------------------------------- | ---------------------------------- | ---------------------------------- | ---------------------------------- |
| 2015./16.                          | IV.                                | 3. HOL – OR Sjever – Jug           |                                    | 9.                                 | 10                                 | 18                                 | 3                                  | 15                                 | 16                                 | 47                                 | 9                                  |                                    |                                    | [ 5 ]                              |
| 2016./17.                          | V.                                 | 3. HOL – OR Sjever – Jug           |                                    | 2.                                 | 8                                  | 14                                 | 12                                 | 2                                  | 39                                 | 10                                 | 36                                 |                                    |                                    | [ 6 ]                              |
| 2017./18.                          | V.                                 | 3. HOL – OR Sjever – Jug           |                                    | 3.                                 | 9                                  | 16                                 | 12                                 | 4                                  | 39                                 | 18                                 | 35                                 |                                    |                                    | [ 7 ]                              |
| 2018./19.                          | V.                                 | 3. HOL – OR Sjever – Jug           |                                    | 3.                                 | 10                                 | 18                                 | 12                                 | 6                                  | 43                                 | 19                                 | 39                                 |                                    |                                    | [ 8 ]                              |
| 2019./20.                          | V.                                 | 3. HOL – OR Sjever – Jug           |                                    | 3.                                 | 6                                  | 8                                  | 5                                  | 3                                  | 17                                 | 13                                 | 15                                 |                                    | prekinuto zbog pandemije COVID-19  | [ 9 ]                              |
| 2020./21.                          | V.                                 | 3. HOL – OR Sjever – Jug           |                                    | 4.                                 | 8                                  | 3                                  | 1                                  | 2                                  | 4                                  | 7                                  | 3                                  |                                    | prekinuto zbog pandemije COVID-19  | [ 10 ]                             |
| 2021./22.                          | V.                                 | 3. HOL – OR Sjever – Jug           |                                    | 3.                                 | 9                                  | 16                                 | 10                                 | 6                                  | 34                                 | 19                                 | 31                                 |                                    |                                    | [ 11 ]                             |
| 2022./23.                          | V.                                 | 3. HOL – OR Sjever – Jug           |                                    | 1.                                 | 9                                  | 16                                 | 14                                 | 2                                  | 45                                 | 7                                  | 43                                 |                                    |                                    | [ 12 ]                             |
| 2023./24.                          | IV.                                | 2. HOL – Sjever                    | Skupina Istok                      |                                    | 7                                  |                                    |                                    |                                    |                                    |                                    |                                    |                                    |                                    |                                    |
|                                    |                                    |                                    |                                    |                                    |                                    |                                    |                                    |                                    |                                    |                                    |                                    |                                    |                                    |                                    |
|                                    |                                    |                                    |                                    |                                    |                                    |                                    |                                    |                                    |                                    |                                    |                                    |                                    |                                    |                                    |

Treća ekipa
| sezona                              | rang lige                           | liga                                | dio lige                            | poz.                                | klubova u ligi                      | ut                                  | pob                                 | por                                 | set+                                | set-                                | bod                                 | doigravanje                         | napomene                            | izvori                              |
| Velika Gorica 3 / Velika Gorica III | Velika Gorica 3 / Velika Gorica III | Velika Gorica 3 / Velika Gorica III | Velika Gorica 3 / Velika Gorica III | Velika Gorica 3 / Velika Gorica III | Velika Gorica 3 / Velika Gorica III | Velika Gorica 3 / Velika Gorica III | Velika Gorica 3 / Velika Gorica III | Velika Gorica 3 / Velika Gorica III | Velika Gorica 3 / Velika Gorica III | Velika Gorica 3 / Velika Gorica III | Velika Gorica 3 / Velika Gorica III | Velika Gorica 3 / Velika Gorica III | Velika Gorica 3 / Velika Gorica III | Velika Gorica 3 / Velika Gorica III |
| ----------------------------------- | ----------------------------------- | ----------------------------------- | ----------------------------------- | ----------------------------------- | ----------------------------------- | ----------------------------------- | ----------------------------------- | ----------------------------------- | ----------------------------------- | ----------------------------------- | ----------------------------------- | ----------------------------------- | ----------------------------------- | ----------------------------------- |
| 2015./16.                           | IV.                                 | 3. HOL – OR Sjever – Jug            |                                     | 3.                                  | 10                                  | 18                                  | 12                                  | 6                                   | 38                                  | 25                                  | 36                                  |                                     |                                     | [ 5 ]                               |
| 2016./17.                           | V.                                  | 3. HOL – OR Sjever – Jug            |                                     | 5.                                  | 8                                   | 14                                  | 3                                   | 11                                  | 17                                  | 33                                  | 12                                  |                                     |                                     | [ 6 ]                               |
|                                     |                                     |                                     |                                     |                                     |                                     |                                     |                                     |                                     |                                     |                                     |                                     |                                     |                                     |                                     |
| 2021./22.                           | V.                                  | 3. HOL – OR Sjever – Jug            |                                     | 6.                                  | 9                                   | 16                                  | 7                                   | 9                                   | 27                                  | 30                                  | 23                                  |                                     |                                     | [ 11 ]                              |
| 2022./23.                           | V.                                  | 3. HOL – OR Sjever – Jug            |                                     | 4.                                  | 9                                   | 16                                  | 10                                  | 6                                   | 33                                  | 25                                  | 28                                  |                                     |                                     | [ 12 ]                              |
| 2023./24.                           | V.                                  | 3. HOL – OR Sjever – Jug            |                                     |                                     | 8                                   |                                     |                                     |                                     |                                     |                                     |                                     |                                     |                                     |                                     |
|                                     |                                     |                                     |                                     |                                     |                                     |                                     |                                     |                                     |                                     |                                     |                                     |                                     |                                     |                                     |
|                                     |                                     |                                     |                                     |                                     |                                     |                                     |                                     |                                     |                                     |                                     |                                     |                                     |                                     |                                     |

Četvrta ekipa
| sezona                             | rang lige                          | liga                               | dio lige                           | poz.                               | klubova u ligi                     | ut                                 | pob                                | por                                | set+                               | set-                               | bod                                | doigravanje                        | napomene                           | izvori                             |
| Velika Gorica 4 / Velika Gorica IV | Velika Gorica 4 / Velika Gorica IV | Velika Gorica 4 / Velika Gorica IV | Velika Gorica 4 / Velika Gorica IV | Velika Gorica 4 / Velika Gorica IV | Velika Gorica 4 / Velika Gorica IV | Velika Gorica 4 / Velika Gorica IV | Velika Gorica 4 / Velika Gorica IV | Velika Gorica 4 / Velika Gorica IV | Velika Gorica 4 / Velika Gorica IV | Velika Gorica 4 / Velika Gorica IV | Velika Gorica 4 / Velika Gorica IV | Velika Gorica 4 / Velika Gorica IV | Velika Gorica 4 / Velika Gorica IV | Velika Gorica 4 / Velika Gorica IV |
| ---------------------------------- | ---------------------------------- | ---------------------------------- | ---------------------------------- | ---------------------------------- | ---------------------------------- | ---------------------------------- | ---------------------------------- | ---------------------------------- | ---------------------------------- | ---------------------------------- | ---------------------------------- | ---------------------------------- | ---------------------------------- | ---------------------------------- |
| 2021./22.                          | V.                                 | 3. HOL – OR Sjever – Jug           |                                    | 9.                                 | 9                                  | 16                                 | 0                                  | 16                                 | 0                                  | 48                                 | 0                                  |                                    |                                    | [ 11 ]                             |
| 2022./23.                          | V.                                 | 3. HOL – OR Sjever – Jug           |                                    | 8.                                 | 9                                  | 16                                 | 4                                  | 12                                 | 15                                 | 40                                 | 11                                 |                                    |                                    | [ 12 ]                             |
| 2023./24.                          | V.                                 | 3. HOL – OR Sjever – Jug           |                                    |                                    | 8                                  |                                    |                                    |                                    |                                    |                                    |                                    |                                    |                                    |                                    |
|                                    |                                    |                                    |                                    |                                    |                                    |                                    |                                    |                                    |                                    |                                    |                                    |                                    |                                    |                                    |
|                                    |                                    |                                    |                                    |                                    |                                    |                                    |                                    |                                    |                                    |                                    |                                    |                                    |                                    |                                    |

## Vanjske poveznice
- Odbojkaški klub Velika Gorica , facebook stranica
- velikagorica.com, 'RSSovi / Odbojkaški klub Velika Gorica - Odbojkaški klub Gorica
- natjecanja.hos-cvf.hr, OK VELIKA GORICA
- orsjever.info, OK Velika Gorica
- (engl.) localgymsandfitness.com, Odbojkaški klub Velika Gorica
- (engl.) women.volleybox.net, OK Velika Gorica  Arhivirana inačica izvorne stranice od 23. studenoga 2023. (Wayback Machine)
- sportilus.com, ODBOJKAŠKI KLUB  VELIKA GORICA
- cityportal.hr, OK Velika Gorica
- 01portal.hr, OK Velika Gorica